# Ryszard Białoszewski

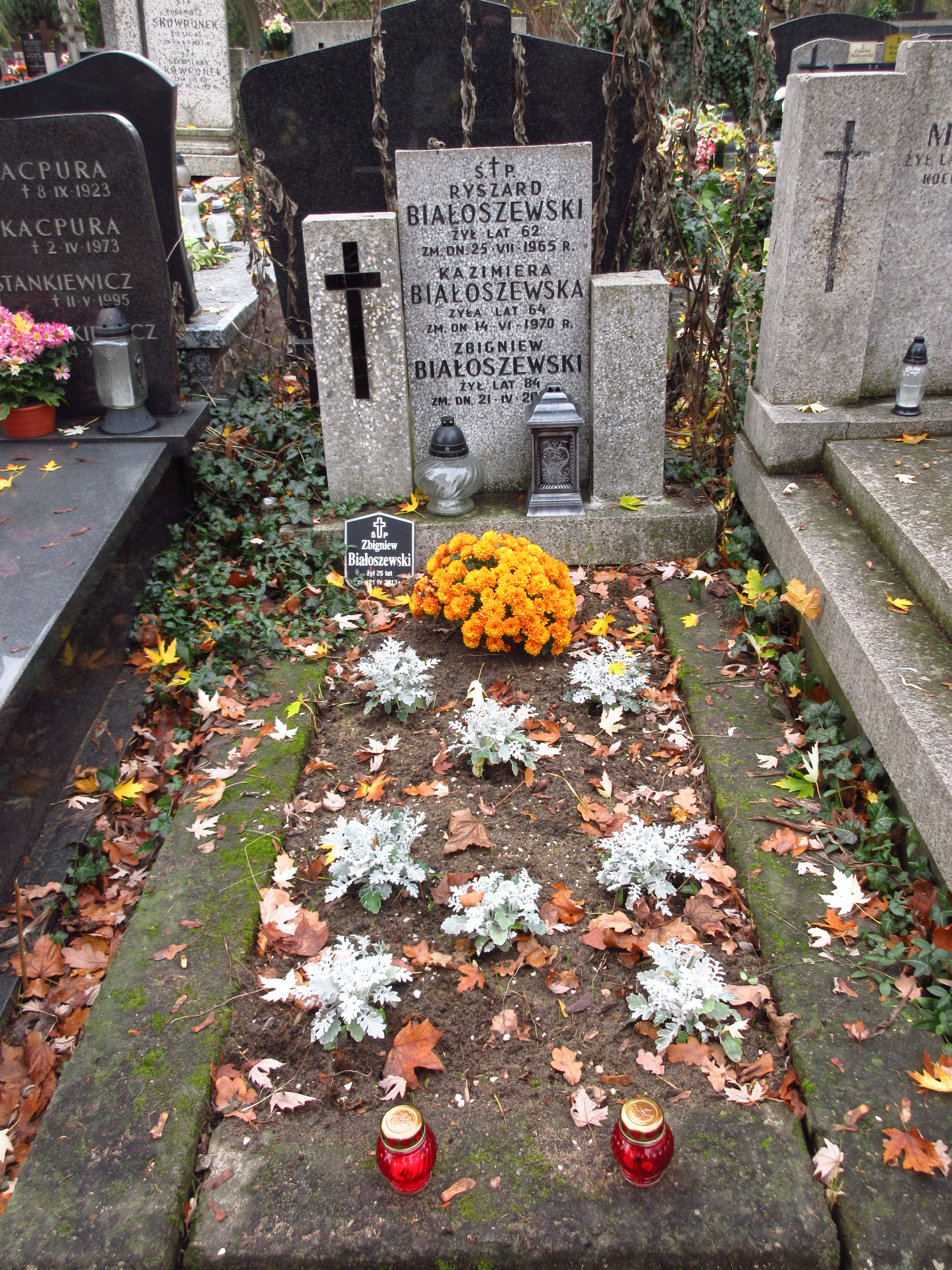
Grób Ryszarda Wincentego Białoszewskiego na Cmentarzu Bródnowskim.

Ryszard Wincenty Białoszewski (ur. 22 stycznia 1903 w Warszawie, zm. 26 lipca 1965 w Warszawie) – ochotnik wojny polsko-bolszewickiej, kawaler Krzyża Srebrnego  Orderu Virtuti Militari, kolejarz.

## Życiorys
Urodził się w rodzinie stolarza Stanisława i Julianny z Malinowskich. Był bratem Henryka (1897–1977), założyciela (1917) pierwszej drużyny harcerskiej w Przasnyszu, w 1921 uczestnika III powstania śląskiego oraz Czesława Białoszewskich.
W 1917 ukończył szkołę podstawową. Od 1919 pracował w starostwie w Przasnyszu jako kancelista. Tu wstąpił do harcerstwa.
W 1920 ochotniczo zgłosił się do Wojska Polskiego. Przydzielony został do 205 Ochotniczego pułku piechoty, 9 kompania, III baon, w składzie Dywizji Ochotniczej. Pod Wroną, 15 sierpnia 1920, kilkakrotnie pomimo silnego ognia wroga przedostawał się z rozkazami przez rzekę. 26 września podczas uderzenia na Grodno, kiedy kompania zaległa pod silnym ogniem bolszewików wraz z kilkoma innymi żołnierzami poderwał kompanię do udanego kontrataku. Za te czyny został osobiście przez marszałka Piłsudskiego odznaczony Orderem Virtuti Militari V klasy (nr 2920).
W okresie międzywojennym pracował w Związku Strzeleckim jako instruktor i od 1928 na PKP. W 1939 przydzielony do pogotowia mechanicznego i skierowany na tereny województw wschodnich. Zdołał zbiec z niewoli sowieckiej. W latach okupacji pracował w Pruszkowie i w Mińsku Mazowieckim, a po wojnie w Warszawie, w PKP.
Żonaty z Kazimierą Krysiak, miał córkę Alinę i syna Zbigniewa. Pochowany na cmentarzu Bródnowskim (kwatera 43F-1-28).